# Piletocera viperalis
Piletocera viperalis là một loài bướm đêm trong họ Crambidae.